# Pinsot
Pinsot est une ancienne commune française située dans le département de l'Isère, en région Auvergne-Rhône-Alpes.
Depuis le 1er janvier 2019, elle a le statut de commune déléguée de la commune nouvelle du Haut-Bréda.
Ses habitants sont appelés les Pinsotins et les Pinsotines.
Son histoire est très marquée par l'exploitation, jusqu'au début du XXe siècle, d'un vaste filon de minerai de fer et l'activité industrielle qui en découle.

## Géographie
La commune de Pinsot est située au creux de la vallée du Haut Bréda dans la chaîne de Belledonne, au pied du massif du Gleyzin (2 600 m) et proche de celui des Sept Laux. Le village est situé au confluent des torrents du Bréda, du Gleyzin et du Jalon. Son altitude est de 732 mètres au niveau de l'église. Entouré de forêts d'épicéas et de feuillus, il est dominé par le glacier du Gleyzin et les premiers contreforts de la chaîne de Belledonne.
En aval et à 7 km se trouve la ville d'Allevard-les-Bains et, à 5 km en amont, le village de La Ferrière, nom qui fait référence sans ambiguïté à la très ancienne activité minière. Il se trouve à une distance de 45 km de la ville de Grenoble et à 41 km de la ville de Chambéry.
La commune de Pinsot, sur une surface d'environ 2 427 hectares, couvre les deux versants d'une partie de la vallée du Bréda et de la totalité de celle du Gleyzin. Les traces d'anciennes fosses, de haldes, espaces où le minerai sorti de la fosse est stocké et exposé aux agents atmosphériques pour être oxydé, et de fours de plusieurs types y sont encore nombreuses. L'énergie hydraulique y est abondante et fut aussi une des causes de l'établissement de taillanderies et de moulins nécessaires à la vie de ses habitants et au commerce. La population y était de 73 feux, soit environ 292 habitants en 1339 et va atteindre un maximum de 1 120 en 1826 avant de décroître jusqu'en 1975. Cette population, au gré de l'exploitation des fosses, a déterminé la localisation d'un grand nombre de hameaux et de maisons d'habitation isolées dont certains ne sont plus que ruines recouvertes par la végétation.
Communes limitrophes :
Accès :
- depuis Grenoble, autoroute A41 vers Chambéry, sortie du Touvet, puis direction Goncelin, Morêtel-de-Mailles, Saint-Pierre-d'Allevard et Allevard ;
- depuis Chambéry, autoroute A41 vers Grenoble, sortie Barraux, puis direction Pontcharra, Détrier et Allevard.

### Sites géologiques remarquables
Les « mines de fer d'Allevard La Rochette et sentier du fer » sont un site géologique remarquable de 5,33 hectares qui se trouve sur les communes de Pinsot et d'Allevard (aux lieux-dits de Les Ayettes et Montouvrard). En 2014, le site est classé « trois étoiles » à l'« Inventaire du patrimoine géologique ».

## Toponymie
Au XIe siècle, il est désigné comme : ecclesia sancti mauritii, dédiant ainsi son église à la protection de saint Maurice, le saint patron des pays alpins dont elle abrite quelques reliques et dans laquelle se trouve toujours une statue du saint martyr d'Agaune. Au XIIIe siècle, il devient Pinceto dans le cartulaire de la Chartreuse de Saint-Hugon (élection de sépulture de François d'Arvillard en 1241). En 1339, on rencontre les appellations de « Pingoto », « Pinezoti », « parrocchia de Pinzoto » et « Pinczotz ». Au mois de février 1340, lors de la visite pastorale de Mgr Jean de Chissé, la paroisse est connue sous le vocable de "Sancti Mauritii de Pinssoto". En 1414, dans le compte rendu de la visite pastorale de Mgr Aymon Ier de Chissé, on trouve l'orthographe «Pinczocto », puis « Pinsectum » au XVe siècle et « Pinsotto ». Le nom actuel de « Pinsot » est signalé à partir de 1566.
Cependant, l'étymologie du nom n'est pas connue, certains font référence au domaine de « Pincius » ou de « Pinsectus », noms de personne, ce qui est plus probable qu'une origine tirée de pinus (lieu planté de pins, en latin), ou celle de pinô, nom d'un résineux en patois ou pinôta (petit sapin) ou encore pinotin (petit résineux).

## Histoire
L'étude de la toponymie permet d'estimer qu'un site préceltique et trois domaines gaulois auraient été implantés sur le territoire actuel de la commune de Pinsot.
Au XIe siècle, la paroisse de Pinsot est dépendante du prieuré clunisien de Domène, établissement monastique du Grésivaudan qui comptera, comme prieur, au début du XIIe siècle, le futur abbé général de Cluny, Pierre de Montboissier dit Pierre le Vénérable. Dans un passage de son Livre des miracles - Liber miracularum - l'abbé de Cluny rapportera la fameuse Légende de l'ange et du mineur qu'il situera dans la paroisse voisine de La Ferrière, dont l'église dépendait également du prieuré de Domène.
Pinsot fit partie jusqu'en 1790 du mandement d'Allevard qui regroupait Allevard, Saint-Pierre-d'Allevard, La Chapelle-du-Bard, La Ferrière et Pinsot. À cette date ces cinq communes furent organisées en un canton auquel on ajouta Le Moutaret. La commune de Pinsot fut rattachée à Allevard par arrêté du représentant du peuple le 16 frimaire an III (6 décembre 1794) et en fut détachée par arrêté du 9 brumaire an X (31 octobre 1801).

### Les mines de fer

#### Premières exploitations
La proximité d'un vaste filon de minerai de fer pose le cadre de l'intense industrie métallurgique qui se développa dans la vallée du Haut Bréda, principalement sur la rive gauche. Outre l'importance du gisement de minerai de fer qui s'étend de Vizille à Saint-Georges-des-Hurtières en Savoie, ce gisement présente la particularité d'affleurer la surface du sol en de nombreux endroits, ce qui explique son exploitation très ancienne et ses qualités particulièrement intéressantes. Cependant, si la ressource en minerai de fer couvre une vaste étendue géographique, il ne s'agit pas d'un filon continu. La surrection de la chaîne de Belledonne se produit à l'ère tertiaire et ce n'est que quelques millions d'années plus tard que des fluides chauds s'élèvent des profondeurs et se déposent dans les fractures ou failles. Ainsi se sont formés les filons (ou veines) de sidérite, le minerai de fer local, en compagnie de quartz et d'autres minerais, cuivre, zinc et plomb. Ces bouleversements géologiques expliquent les difficultés d'exploitation rencontrées au cours des siècles.

##### Mineurs paysans
L'exploitation du minerai comporte deux périodes dont, pour la première, l'origine n'est pas connue et qui va progressivement se terminer aux alentours de 1874 avec l'arrivée de la Société Schneider sur le site de La Taillat. Durant cette première partie les mineurs-paysans vont suivre le minerai à l'intérieur des failles, creusant de petites galeries (visibles en parcourant le sentier du Fer) aux tracés sinueux et irréguliers causes de nombreux accidents mortels.
Selon Émile Gueymard (1817), « Ces mines étaient naguère exploitées comme au XIIIe siècle. Aussitôt qu'un mineur trouvait quelque indice à la surface du sol, on dirigeait de petites galeries à pente inverse sur les couches du filon. Bientôt, les eaux occupant le fond de ces galeries, les mineurs étaient dans la nécessité de battre en retraite et d'abandonner les travaux naissants. Il n'existait alors pas d'exemple de galeries d'écoulement connues dans le canton sous le nom de braches. Ces couches ou filons de mines de fer susceptibles d'exploitation dans un petit rayon étaient ainsi livrées à la routine des ouvriers auxquels on les abandonnait à forfait sans leur prescrire aucune règle... ».
La charte minière du 29 mars 1395 réglementera jusqu'en 1817 l'exploitation des fosses. Toute personne, sans distinction de rang ni de condition, avait le droit d'ouvrir une fosse que l'on marquait, devant deux témoins - qui par la suite se transportaient devant notaire pour en rédiger procès-verbal - par une petite excavation. Il était interdit d'ouvrir une autre fosse à moins de 25 pieds autour de cette marque.
Selon Thérèse Sclafert, la communauté de Pinsot, au Moyen Âge, était celle de tout le mandement d'Allevard qui comptait la plus grande proportion de travailleurs du fer : mineurs, fourniers, charbonniers. Les fosses étaient alors situées au-dessus des Ayettes et au Grand-Crêt, entre son territoire et celui de Saint-Pierre, mais également au Mont Mayen et au Praillet. Chaque fosse portait le nom de son exploitant principal et les exploitants pouvaient également s'associer à plusieurs pour des exploitations parfois très limitées dans le temps jusqu'à épuisement de la mine (un ou deux ans seulement)
Selon les anciens témoignages de visiteurs, les mineurs ne travaillaient que l'hiver, s'enfermant dans leurs fosses de novembre à mars. Le minerai extrait était suffisant pour une année, mais les rendements étaient très faibles, ne laissant en fin de compte au mineur indépendant, qui payait de ses propres deniers la poudre, les pointerolles et tous les autres outils indispensables, et était en outre tenu de livrer au fourneau un minerai trié, grillé et bocardé tout prêt, que quelques livres...
À plusieurs reprises et par-devant les notaires d'Allevard, les mineurs de Pinsot protestèrent collectivement contre la rapacité des seigneurs de Barral, maîtres de forges qui avaient, en outre, spolié la communauté des forêts productives de Chinfert et des Rambaudes. En 1836, 54 d'entre eux refuseront, d'un commun accord, de fournir le fourneau d'Allevard.

##### Premiers hauts fourneaux
Sur les 16 hauts fourneaux recensés, ayant été construits toutes époques confondues sur le territoire du mandement puis canton d'Allevard, six le furent sur Pinsot : La Chevrette dans la vallée de Veyton, appartenant à la famille de Marcieu ; La Pelouse - dont il reste encore quelques vestiges - ayant appartenu successivement aux familles Peloux ou Dupeloux, Genton, Marcieu, puis Morard ; le Pont de Veyton, rive gauche, ayant appartenu aux Peloux ; Le Plan, sur la rive droite du torrent du Glaisin aux familles Eymery et Bressand ; sur la rive gauche, le fourneau de Pomine-du-haut; et plus tard, sur la rive droite du Bréda, le haut fourneau Chaper, très haut et très étroit, « à la comtoise », qui sera cédé à Félix Penet, commerçant et industriel, de plus député et maire de Grenoble, puis aux forges d'Allevard : « ce fourneau, par l'excellence de sa construction qu'on s'est empressé d'imiter, a obtenu une économie considérable de combustible et augmenté le rendement de la mine » (Bouffier). Il succédait à la dernière malheureuse tentative de renouer avec les bas fourneaux à travers l'expérience du fourneau à la catalane initiée par les maîtres Grasset, prédécesseurs d'Achille Chaper.
Parmi les innovations du travail du fer sur le territoire de Pinsot et grâce à l'apport technique des fourneliers bergamasques, en particulier, ici, de la famille Vittally, il faut signaler la première mention, pour tout le Dauphiné de la soufflerie à eau « appelée vulgairement trombaz » au martinet de Pinsot en 1632. Pendant de nombreuses années, le minerai de fer spathique du Pinsot alimentera également, et jusqu'en 1864, la fonderie royale de canons de marine de Saint-Gervais fondée en 1679.

#### Période moderne des mines de Pinsot
En 1817 (15 janvier), une ordonnance royale sur les mines du pays d'Allevard, prise à l'initiative de Mathieu Molé et de Joseph Laîné, va instaurer le système des concessions minières. Neuf concessions concernent le territoire de la commune de Pinsot, sur les 17 concessions initiales sur tout le canton. Cette ordonnance sera complétée par un cahier des charges réglementant l'exploitation (galeries parallèles, dépilage par la méthode dite  « à gradins renversés », boisage et « muraillement » des puits et galeries, aérage et réglementation de l'usage des explosifs, etc.). Ce texte, essentiel, prévoit également « la poursuite » c'est-à-dire l'exploitation du filon qui part dans une autre concession, moyennant une indemnité du 1/6e du bénéfice au profit du second concessionnaire. Une police des mines est instituée avec un « garde-mines » sur place. .

Ces innovations inaugurent une deuxième époque qui verra, jusqu'en 1924, une exploitation réellement moderne et  industrielle suivant les règles d'exploitation des mines : galeries de grand diamètre, pente pour l'évacuation de l'eau, ventilation et usage d'engins.

##### Fin de l'aventure minière
Regroupée sur le seul site de La Taillat sur Saint-Pierre-d'Allevard, l'extraction minière sous la période Schneider (1874-1899) va mettre à l'ouvrage les anciens mineurs de Pinsot, déplacés hors de leurs anciens gîtes. La production passe en quelques années de 6 000 tonnes à plus de 65 000 tonnes en 1880, mais sans aucune précaution. Les réserves s'épuiseront vite, en particulier sur le site de Saint-Henry. « Pour la première fois de son histoire, Allevard se trouve menacée de manquer de matière première ».
En 1910, le rendement de la mine s'effondre à 5 530 tonnes. Des recherches de nouveaux gîtes sont effectuées entre le crêt du Bens et les Tavernes, où l'ingénieur Bresson a repéré un filon prometteur de 2-3 mètres de force, à 100 mètres de profondeur sur 300 mètres, soit 180 000 tonnes. Malheureusement, l'investissement nécessaire pour une exploitation rentable et la nécessité d'une spécialisation des tâches (le mineur n'étant plus contraint d'effectuer le roulage « hors ») rendent impossible une telle aventure.
Abandonnée au début de la Guerre de 1914-1918, l'extraction reprend à Vaugraine peu après, mais l'abandon définitif est décidé en 1932… depuis trois ans déjà, la mine était fermée.

#### Sur l'histoire minière...

##### Traces archéologiques
Des outils en cuivre datant de l'époque du bronze ancien, c'est-à-dire de 1 700 à 1 500 av. J.-C., ont été trouvés à Pontcharra et à Voreppe. Pour résister à la campagne du général romain Constantin, les Valares (ou Avares), alliés des Vandales, se seraient retranchés dans les montagnes d'Allevard qui, dès 412, leur auraient servi de forteresse et d'arsenal[réf. souhaitée].
Le 14 juin 1827, à la suite du terrible orage qui a dévasté le bourg de Goncelin, causant plusieurs dizaines de morts, de nombreux objets en bronze (20 kg) sont découverts au crêt de Saint-Genis, à 1 294 mètres d'altitude, entre Goncelin et Saint-Pierre-d'Allevard. Recueillis par les habitants des hameaux, certains seront cédés à Achille Chaper, maître de forges et maire de Pinsot qui les fera ultérieurement expertiser, lorsqu'il deviendra préfet de la Côte-d'Or (voir plus loin), par l'archéologue Charles Balthazar Julien Févret de Saint-Memin, conservateur du musée de Dijon. La plupart de ces objets dateraient du Xe siècle av. J.-C..

##### Les Chartreux, maitres de forge
Les premiers témoignages écrits de l'activité minière de la région sont l'ouvrage des Chartreux, dont l'ordre créé par Saint Bruno établit en 1084 son premier monastère (la Grande Chartreuse) dans le massif du même nom. C'est là que les moines développèrent le travail et le commerce du fer.

À Pinsot, c'était la  « dévote et religieuse maison Chartreuse du Val Saint-Hugon », fondée en 1173, qui exploitera jusque dans les années 1750, les mines de fer dites de « la Belle-Etoile » au titre de co-seigneur antiviste, c'est-à-dire détenteur du droit d'antivage sur l'extraction des minerais, de la paroisse : « Au sujet des mines qui se tirent à Allevard dans le fief du dauphin. lorsqu'on fait un creux pour tirer la mine, le salaire des ouvriers et autres dépenses prélevés, la mine restante était partagée en quatre dont trois portions restaient aux mineurs et la quatrième appelée antinage (antivage) appartenait au seigneur lequel fournissait le bois pour le soutien de la mine ».

Tout comme la fonderie royale de canons de marine de Saint-Gervais, les moines avaient, sur place, des mineurs travaillant en exclusivité pour fournir en minerai prêt, c'est-à-dire trié et grillé, les deux hauts fourneaux du monastère d'Arvillard.

##### Particularité des Pinsotins
Le savoir-faire reconnu des mineurs de fer de Pinsot va permettre, au XVIIIe siècle, une large diffusion de leurs  techniques minières empiriques : des mineurs pinsotins se retrouveront dans le Vercors, le Royans, la vallée de la Gresse et le Briançonnais, au service des maîtres de forges locaux. Originaire de Pinsot, un certain Rambaud devient en 1739 le « découvreur de mines » de l'évêque de Die, Daniel de Cosnac, au moyen d'une… baguette semblable à une baguette du sourcier : « Le mineur d'Alvard [sic] (Rambaud) a trouvé chez Canard, ou autrement aux Rusques distant du martinet de la portée de deux coups de carabine, un filon apparent qu'il soutient y avoir de la mine pour trois ou quatre places de mineurs. Il en a trouvé au Collet de Combe-noire, du cotté du couchant et un autre très bon aux Seyes qu'il dit y avoir de la marquisette (cuivre et fer)… Il a vu et vérifié le filon de Derbounouse. Il trouve la mine très dure et riche... ».

C'est le même « savoir-fer » que l'on retrouve dans l'histoire de Pépé Gavet rapportée par Emmanuel Le Roy Ladurie, ce mineur de la Taillat d'origine pinsotine, parti travailler en Espagne après la fermeture des mines d'Allevard..

La même tradition de qualité de travail des Pinsotins se retrouve également chez les fourneliers et les fondeurs formés, après l'expérience malheureuse de la forge catalane de Grasset, par MM. Chaper et Salvain. Après la « mise hors » définitive du haut fourneau du village, ils iront travailler en Lorraine, au Creusot, à Saint-Étienne, à Unieux et en Ariège (chez Jacob Holtzer) où à Brignoud (chez Alphonse Gourju).
La présence des mines et du haut fourneau va induire des particularités physiques dans la population de Pinsot, population qui, contrairement à celles d'autres villages voisins, ne comporte pas de crétins et très peu de goitreux, selon l'étude du docteur Bernard Niepce (petit-cousin de Nicéphore Niepce) médecin-inspecteur des eaux d'Allevard en 1850 :

« Dans ce village de Pinsot, les femmes sont plus sujettes au goître que les hommes. La cause doit en être attribuée à ce qu'elles ne quittent pas leurs habitations qui sont humides et malsaines, tandis que les hommes, qui exercent la profession de mineurs ou qui sont employés au haut fourneau, passent leurs journées dans les mines situées à de grandes hauteurs, sur les flancs des montagnes. Ces hommes qui exploitent le minerai de fer se livrent journellement à des travaux très actifs, leur nourriture est saine et suffisante ; ils respirent un air très pur ; aussi leur santé est-elle très florissante. Les enfants, dès l'âge de huit ans, sont employés à quelques travaux dans les mines ; ils ont tous le visage frais et rose, tandis que les petites filles, qui restent enfermées dans les maisons avec leurs mères, sont pâles et sujettes à prendre le goître... »

### Époque contemporaine
Le 1er janvier 2019, la commune fusionne avec La Ferrière pour former la commune nouvelle du Haut-Bréda dont la création est actée par un arrêté préfectoral du 18 décembre 2018.

## Politique et administration
| Période                                  | Période  | Identité               | Étiquette | Qualité                                                                                                   |
| ---------------------------------------- | -------- | ---------------------- | --------- | --- |
| 1809                                     |          | Raffin Dugens Denis    | ...       | ... |
| 1814                                     |          | Grasset Jacques        | ...       | maître de forges ...                                                                                      |
| 1821                                     |          | Chaper Achille         | ...       | maître de forges ...                                                                                      |
| 1831                                     |          | Raffin Dugens Denis    | ...       | ... |
| 1840                                     |          | Salvain Jean-Baptiste  | ...       | maître de forges ...                                                                                      |
| 1854                                     |          | Labbé Pierre           | ...       | ... |
| 1878                                     |          | Raffin Marc, Joseph    | ...       | ... |
| 1912                                     |          | Fabien François        | ...       | ... |
| 1906                                     |          | Raffin Denis, François | ...       | taillandier et maître de forges                                                                           |
| 1912                                     |          | Fabien François        |           | |
| 1919                                     |          | Luc François           | ...       | ... |
| 1935                                     |          | Rosset-Mazarin Léopold | ...       | ... |
| 1938                                     |          | Cohard Léon            | ...       | ... |
| 1947                                     |          | David Cavaz Paul       | ...       | ... |
| 1947                                     |          | Raffin Gustave         | ...       | ... |
| 1991                                     | 2001     | Arnaud Gérard          | PCF       | Conseiller général du canton d'Allevard (1976-2008) Vice-président du conseil général chargé de la forêt. |
| 2001                                     | 2008     | Blanc Alain            | ...       | ... |
| 2008                                     | en cours | Vaussenat Stéphane     | DVG       | ... |
| Les données manquantes sont à compléter. |          |                        |           | |

## Démographie
L'évolution du nombre d'habitants est connue à travers les recensements de la population effectués dans la commune depuis 1793. Pour les communes de moins de 10 000 habitants, une enquête de recensement portant sur toute la population est réalisée tous les cinq ans, les populations de référence des années intermédiaires étant quant à elles estimées par interpolation ou extrapolation. Pour la commune, le premier recensement exhaustif entrant dans le cadre du nouveau dispositif a été réalisé en 2005.

En 2016, la commune comptait 173 habitants, en évolution de −13,5 % par rapport à 2010 (Isère : +3,07 %, France hors Mayotte : +2,11 %).
| 1793 | 1800 | 1806 | 1821 | 1831  | 1836 | 1841  | 1846  | 1851 |
| ---- | ---- | ---- | ---- | ----- | ---- | ----- | ----- | ---- |
| 817  | 940  | 950  | 828  | 1 039 | 886  | 1 023 | 1 027 | 982  |

| 1856 | 1861 | 1866 | 1872 | 1876 | 1881 | 1886 | 1891 | 1896 |
| ---- | ---- | ---- | ---- | ---- | ---- | ---- | ---- | ---- |
| 914  | 804  | 784  | 793  | 801  | 747  | 737  | 661  | 616  |

| 1901 | 1906 | 1911 | 1921 | 1926 | 1931 | 1936 | 1946 | 1954 |
| ---- | ---- | ---- | ---- | ---- | ---- | ---- | ---- | ---- |
| 600  | 568  | 431  | 372  | 337  | 333  | 318  | 286  | 212  |

| 1962 | 1968 | 1975 | 1982 | 1990 | 1999 | 2005 | 2006 | 2010 |
| ---- | ---- | ---- | ---- | ---- | ---- | ---- | ---- | ---- |
| 163  | 147  | 129  | 140  | 145  | 139  | 175  | 180  | 200  |

| 2015 | 2016 | - | - | - | - | - | - | - |
| ---- | ---- | - | - | - | - | - | - | - |
| 178  | 173  | - | - | - | - | - | - | - |

## Évènements
- En 2009, la centrale hydroélectrique a fêté son centenaire. À cette occasion, des photographies et des documents inédits ont été présentés lors des visites guidées.

## Sports
- ski de fond[29]

## Économie
- Centrale hydroélectrique
- Élevage
- Exploitations forestières
- Tourisme.

## Culture locale et patrimoine

### Lieux et monuments
- Le Sentier du Fer de Pinsot permet de découvrir les vestiges de l'ancienne activité minière du fer tels que, fours griller le minerai, entrées de galeries, abris de mineur et nombreuses scories. Des informations historiques et techniques sont présentées sur des plaques de fonte de 400 kg chacune et de pupitres tout au long d'un parcours balisé qui serpente en forêt sur une dénivelée de 400 mètres.
- les moulins[29]
- Lieu-dit le Cohard situé a 1 200 m est un hameau d’où partent de nombreuses randonnées.
- l'église Saint-Maurice, du XIXe siècle[29].

### Patrimoine naturel
- Le glacier du Gleyzin est situé à une altitude moyenne de 2 600 mètres. Il se trouve sur l'un des itinéraires qui permettent d'atteindre le Puy Gris (2 908 m), sommet très fréquenté en raison du magnifique panorama qu'il offre à la contemplation. En venant du hameau de Gleyzin on rencontre au lieu-dit « l'Oule d'en Haut », à 1 800 mètres d'altitude, le refuge « Antoine Cros » qui est tenu par le berger pendant la période de transhumance. Il peut alors accueillir et héberger les randonneurs.

### Espaces verts et fleurissement
En mars 2017, la commune confirme le niveau « une fleur » au concours des villes et villages fleuris, ce label récompense le fleurissement de la commune au titre de l'année 2016.

### Patrimoine culturel

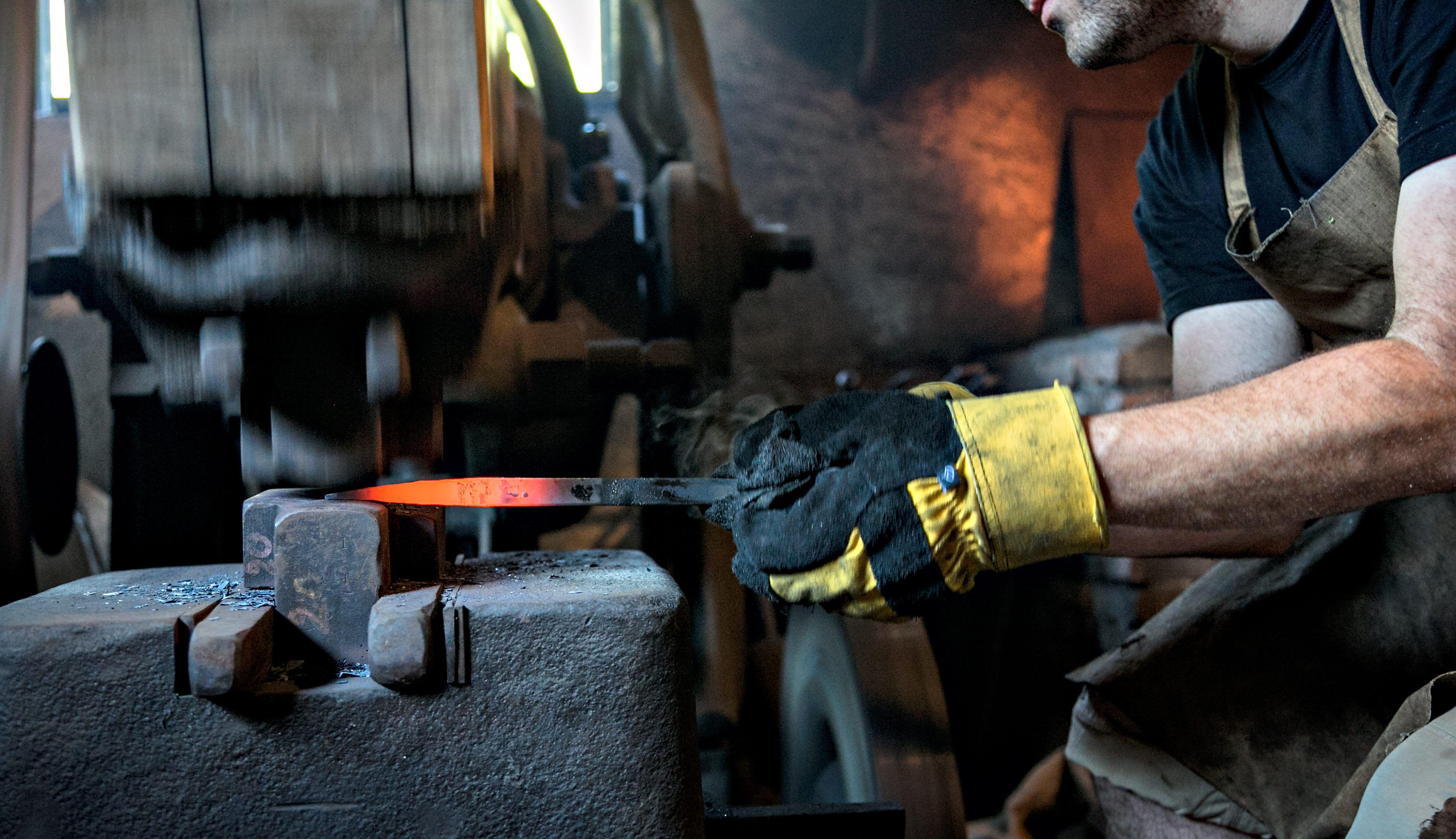
La maison des Forges et moulins de Pinsot.

Forges et Moulins
Le musée Forges et Moulins de Pinsot est installé dans un ancien moulin à farine et à huile de noix certainement antérieur au XVIIIe siècle.
L'ensemble comprend :
- un moulin du XVIIIe siècle avec deux meules à farine et une meule pour les noix et les pommes ;
- une meule de pierre et un pressoir pour la fabrication d'huile de noix et de jus de pomme ;
- une taillanderie équipée d'un martinet Bradley (1930), d'un mouton à planche (1890), d'une forge et d'une importante collection d'outils anciens provenant des dernières fabriques d'objets tranchants du Pays d'Allevard, les taillanderies Leborgne (Arvillard) et Grémen (La Chapelle du Bard) ;
- une scierie à ruban du début du XXe siècle.

Toutes ces installations sont mises en mouvement pendant les visites grâce à l'eau provenant du torrent voisin qui est transformée en énergie mécanique par l'intermédiaire de turbines de type Pelton et d'un ensemble de pignons et de courroies.

### Personnalités liées à la commune
- Jacques Grasset, né à Allevard en 1785 d'une famille de sidérurgistes originaires d'Arvillard (Savoie), succède à son père comme maître de forges à Pinsot, village dont il devient maire en 1814. Victime d'une faillite provoquée par ses concurrents allevardins en 1819, Jacques Grasset s'expatrie en Suisse où il est directeur des forges d'Ardon, en Valais. en 1822, puis propriétaire des mêmes établissements acquis avec l'argent de son épouse, née François (1827). Les forges d'Ardon, grâce à son ingéniosité et à ses qualités techniques compteront jusqu'à 600 travailleurs (ouvriers et mineurs). Assesseur au tribunal de district de Sion, député à la diète valaisane (1832), l'ancien maire de Pinsot meurt en 1855  à Sion[32]. L'une de ses filles, Clarisse, née à Pinsot en 1818, sera l'épouse du colonel Alexis Joris, chef militaire de la Jeune Suisse en 1844. Une autre fille, Julie, née également à Pinsot en 1816, sera l'épouse de Jacques Bouffier, directeur des forges d'Allevard.
- Achille Chaper (5/05/1795 - 27/07/1874)

Après de très brillantes études au lycée Bonaparte à Paris, où il a Eugène Scribe, Jean-Jacques Baude et Casimir Delavigne comme condisciples et amis, il est polytechnicien de la promotion 1813. Sorti 23e, il choisit le corps de l'Armement où il devient maître de forge après avoir suivi les cours de l'école des Mines. En 1819, il achète la forge de Jacques Grasset en faillite, forge dans laquelle il conduira diverses expérimentations sur le traitement du minerai de fer dans les bas fourneaux. Il est élu maire du village en 1821. Il fera peu après la connaissance du célèbre botaniste Victor Jacquemont, venu herboriser dans la vallée de Gleyzin en compagnie du comte Hippolyte Jaubert. Une longue amitié soutenue par une correspondance suivie va lier ces jeunes gens jusqu'à la mort, aux Indes, de Jacquemont (1832). Achille Chaper, après avoir mis à feu le haut fourneau de Saint-Hugon, sur la Chapelle-du-Bard, sera le créateur à Pinsot d'un haut fourneau particulièrement performant qui sera intégré au groupe sidérurgique d'Allevard dès 1833. Ce haut-fourneau sera démoli pour permettre, en 1909, la construction de la centrale hydroélectrique actuelle.
Achille Chaper, devenu par son mariage avec la fille du député Camille Teisseire, apparenté à la famille de Casimir Perier, continuera sa carrière en devenant préfet de plusieurs départements, Tarn et Garonne, Gard (1830), Côte d'Or (1831), Loire-Inférieure (1840) et Rhône (1847). Il est élu député de Côte-d'Or en 1849. Ayant refusé de se rallier au Second Empire, il est emprisonné à Mazas. De retour en Isère, il devient en 1852 président du comité de surveillance de la société en commandite des Forges d'Allevard. Peu avant sa mort, il s'opposera en vain à la vente par les forges d'Allevard du domaine minier de la Taillat à Eugène Schneider du Creusot. Il fera construire le château de Poisat, village dont il deviendra maire.
Il était commandeur dans l'ordre de la Légion d'honneur.
- Jean-Pierre Raffin-Dugens (3/12/1861 - 26/03/1946)

Bien que né à Saint-Pierre d'Allevard, sa famille est originaire de Pinsot depuis plusieurs siècles.
Il fut instituteur puis député socialiste de 1910 à 1919.
Homme actif et passionné, il le fut d'abord dans son métier d'instituteur qu'il commence à Pontcharra, après sa sortie de l'École normale, puis fut directeur de l'école de Murianette qui portera son nom, et enfin à Grenoble jusqu'en 1902. Son enseignement était l'école moderne avant l'heure. En reprenant l'éloge du 29 mars 1946 écrit par son neveu Raoul Faure, on y trouve résumées ses principales luttes et idées : « secouer l'apathie du corps enseignant, améliorer les conditions matérielles et morales de l'école, lutter conte une administration tatillonne et paperassière, enfin ouvrir l'école vers l'extérieur ». Il défendra à l'Assemblée Nationale le principe de l'école mixte et dira « si l'on sacrifiait un peu moins à la science livresque à laquelle se bornent trop souvent les règlements pour donner plus de place aux méthodes actives, nous arriverions à rendre l'école intéressante, à rendre l'œuvre du maître plus féconde » ». Il partagera les idées de Freinet, pionnier de l'École Moderne.
Sur le plan politique, il faut admirer son courage et sa ténacité dans la lutte qu'il mena contre le conflit de 1914-1918. Délégué à la conférence pacifiste de Kienthal en avril 1916, il fera partie des « pèlerins de Kienthal » avec Alexandre Blanc et son ami Pierre Brizon, où devant Lénine, ils réclamèrent l'arrêt immédiat de toutes les hostilités et une paix totale et sans annexion. Il fut surnommé "Raffut d'Urgence" tant il était prompt à la réplique et à l'interruption. Il perd son siège de député en novembre 1919 mais milite au Comité de la Troisième Internationale, puis au Front populaire. Il entre dans la Résistance et en octobre 1945 adhère à la Quatrième Internationale. Il est candidat trotskiste à l'Assemblée Constituante à l'âge de 85 ans à la veille de sa mort. Sa vie a été retracée par le journaliste et historien Gilbert Dalet, alias Gil Daisy.
Un autre trait de son caractère passionné et épris de liberté apparaît dans une anecdote relatée par le journaliste précédent dans la même référence.En 1928, après une polémique avec un conseiller municipal de la ville de Grenoble qui l'avait menacé de lui « botter le derrière », il lui donne rendez-vous place Grenette pour un duel à la savate. Devant une foule nombreuse il fait constater l'absence de son rival par deux témoins et avec sa verve habituelle prononce une virulente apostrophe à l'adresse de l'absent à la grand joie des badauds.
- Jules David Cavaz dit Jules David, né à Pinsot le 16 avril 1848, est l'un des pionniers de la photographie scolaire en France, puis en Belgique et dans l'Europe entière. installé dans un premier temps à Levallois-Perret (rue de Courcelles), il réalise des clichés dans la plupart des grands lycées parisiens, ainsi qu'à l'école polytechnique, avant de s'intéresser à la photographie militaire, puis monumentale et industrielle, en Espagne, en Belgique, en Normandie et dans le Nord de la France. Photographe de la famille impériale de Russie, il réalise également les portraits du président Carnot et du pape Léon XIII. Il décède à Paris en 1923. De nombreux Pinsotins travaillaient à ses côtés à Levallois et dans son atelier de la rue de Rennes à Paris.